# Головлёв, Эдуард
Эдуард Головлёв (эст. Eduard Golovljov; 25 января 1997, Таллин) — эстонский футболист, нападающий.

## Биография
Воспитанник таллинского клуба «Алтетик», позже переименованного в «Инфонет», а затем — в «ФКИ Таллинн». На взрослом уровне начал выступать в 2013 году, дебютный матч за основную команду клуба в высшей лиге Эстонии сыграл 16 марта 2013 года против «Флоры», заменив на 67-й минуте Владислава Смирнова. В составе клуба стал чемпионом Эстонии 2016 года, обладателем Кубка и Суперкубка страны 2017 года. Однако не был игроком стартового состава — из 76 матчей, сыгранных за пять сезонов в высшей лиге, лишь в 10 выходил на поле с первых минут. В 2017 году сыграл свой первый матч в еврокубках. Также выступал за дубль команды, где отличался высокой результативностью — в 2013—2014 годах в низших лигах, а с 2015 года — в первой лиге. Становился лучшим бомбардиром первой лиги в 2015 году (41 гол) и 2016 году (39 голов), а в 2017 году занял четвёртое место (20 голов). Всего за три сезона достиг отметки в 100 голов в первой лиге за 71 матч. Неоднократно делал хет-трики, а в одном из матчей забил семь голов. Двукратный бронзовый призёр первой лиги (2015, 2016).
В 2018 году перешёл в «Нарва-Транс», провёл в клубе два сезона и стал обладателем Кубка Эстонии 2018/19. В сезоне 2018 года забил 12 голов в высшей лиге, но с этим результатом не попал в десятку лучших бомбардиров лиги и стал третьим снайпером в клубе. В одном из кубковых матчей забил 9 голов. В 2020 году перешёл в «Калев» (Таллин), ставший аутсайдером сезона, а после его вылета вернулся в «Транс». 11 апреля 2021 года в игре против «Тулевика» впервые сделал хет-трик в высшей лиге.
Выступал за сборные Эстонии младших возрастов.

## Достижения
- Чемпион Эстонии: 2016
- Обладатель Кубка Эстонии: 2016/17, 2018/19
- Обладатель Суперкубка Эстонии: 2017